# ياسمينة السيراوندية
ياسمينة السيراوندية هي ياسمينة بنت سعد بن محمد السيراوندي عالمة من علماء المسلمين في القرن الخامس الهجري.

## سيرتها
واعظة ومفسرة من أهل سيراوند من قرى همذان سمعت من مشايخ همذان وغيرهم، وكانت واعظة ترجع إلى فضل من التفسير والأدب والخط، ثم تركت الوعظ وحجت وجلست في بيتها سنين، وكانت حسنة السيرة صدوقة

## وفاتها
توفيت في القرن السادس الهجري سنة 502.